# Molekylär ingenjörskonst
Molekylär ingenjörskonst (på engelska: molecular engineering) är ett växande forskningsområde som sysslar med design och testandet av molekylära egenskaper, beteende och interaktioner för att skapa bättre material, system och processer för specifika funktioner. Detta synsätt, där observerbara egenskaper hos ett makroskopiskt system är påverkat av direkta förändringar av en molekylär struktur, faller in i den bredare kategori av "bottom-up" design. Molekylär ingenjörskonst är ett mycket tvärvetenskaplig fält, som omfattar aspekter av kemiteknik, materialvetenskap, bioteknik, elektroteknik, fysik, maskinteknik och kemi. Det finns också betydande överlappning med nanoteknik, eftersom båda behandlar beteendet hos material på skalan nanometer eller mindre. Några av de tidiga framgångarna inom molekylär ingenjörskonst har kommit från fält som immunterapi, syntetisk biologi och utskrivbar elektronik.